# Důl František Josef
Důl František Josef (nesoucí postupně též jméno důl Prago I, Prago–Tragy a Zápotocký) byl hlubinný černouhelný důl v severozápadní části Kladno-Dubí v okrese Kladno.

## Historie
Přípravné práce k výstavbě dolu byly zahájeny v roce 1866 na pozemcích, které byly vykoupeny už v roce 1863. Důl byl postaven na umělé vybudované terase na jižním svahu kopce Vysoký severně od železniční dráhy Kladno–Kralupy nad Vltavou. Terasa byla ohraničena mohutnými opěrnými zdmi. Hloubení jámy bylo zahájeno 1. května 1867 a jáma byla vyhloubena jen do hloubky 39,8 metru (21 vídeňských sáhů) a vyzděna. Jáma měla mírně soudkovitý profil o rozměrech 9,81 × 2,53 metry (ve střední části profilu 3,08 metrů). Hloubení bylo ukončeno v roce 1872 a v roce 1873 zahájena těžba uhlí. Jáma byla nazvána podle císaře Františka Josefa I., lidově se jí říkalo Francšachta. Majitelem byla společnost Císařských buštěhradských dolů. V roce 1882 byl důl zakoupen Společností buštěhradské dráhy, která v letech 1897–1900 nechala vyhloubit asi 100 metrů západně od jámy František Josef druhou jámu Tragy. V období 1913–1918 prošly obě jámy rozsáhlou rekonstrukcí. Jáma František Josef byla prohloubena do hloubky 361,82 m. V roce 1918 důl odkoupila Pražská úvěrní banka, která důl provozovala pod názvem Buštěhradské doly Prago. Důl byl přejmenován na Prago 1. Dalším novým majitelem se stala Lánsko-rakovnická kamenouhelná společnost v roce 1941. Po ukončení druhé světové války v roce 1946 byl důl přejmenován na Důl Antonín Zápotocký a jámy na Antonín I (Prago 1) a Antonín III (Tragy, Prago 3). Těžba byla ukončena v roce 1990 a v roce 1992 byla jáma zlikvidována zásypem. V roce 2002 byla provedena kontrola zásypu, doplnění popílkovou základkou a dokončeno zabezpečení jámy.

## Popis
Krátce po zahájení těžby se stala jáma František Josef hlavní dolem společnosti Buštěhradských dolů. Odvodnění jámy zabezpečovalo odvodňovací zařízení s Rittingerovým parním rozvodem. V letech 1913–1918 byla v rámci rekonstrukce prohloubená jáma na konečnou hloubku 361,82 metrů a nad ní postavená jámová budova a unikátní příhradová vzpěrová těžní věž s lanovnicemi nad sebou. Výstavba areálu byla řešena v jednotném architektonickém stylu. Nové železobetonové budovy kotelny, strojovny a budovy destilace byly orientovány průčelím k hlavnímu vstupu. Štítová průčelí měla prodloužené termální okno a lomenou střechu. Boční (okapová) průčelí byla osazena vysokými okny s mezi okenními pilastry. Jednotící prvek použitý u všech i starších budov byly právě pilastry vyvedené nad korunní římsu ve formě sloupů. V nové strojovně v roce 1914 byl instalován dvoububnový parní těžní stroj z roku 1898 vyrobený firmou Pražská akciová společnost s rozvodem Radovanovič. Parní stroj byl přenesen ze zrušeného dolu Ferdinand ve Cvrčkovicích. Objekty dolu byly navrženy k prohlášení za kulturní památku, které bylo zamítnuto.
V roce 1947 byla dána do provozu lanová dráha z dolu Prago IV na důl Antonín I.